# Ексцентрична комедия
Ексцентричната комедия е поджанр на комедията, който най-често се характеризира със сатирична любовна история.
Макар и да съществуват прилики с филмите ноар, тук обикновено имаме силен дамски персонаж, доминиращ връзката с половинката си от мъжки пол, която дори остава на заден план. Двамата водят война на половете, което е нова тема в холивудското кино от онова време. Това, което отличава ексцентричната комедия от романтичната е, че ексцентричната залага на осмиването на любовния процес. В ексцентричните комедии често има бърза размяна на реплики, физически сблъсък между мъже и жени, преобличане като противоположния пол и разнообразни фарсови ситуации.
Добива популярност по време на Голямата депресия през 1930-те години. Към този жанр спадат много от филмите на Луи дьо Фюнес, братя Коен и Хауърд Хоукс.

## Eксцентрични комедии
- Това се случи една нощ (1934) на Франк Капра
- Филаделфийска история (1940)
- Някои го предпочитат горещо (1959) на Били Уайлдър
- Това е луд, луд, луд свят (1963)
- Какво става, докторе? (1972) на Питър Богданович
- Раят може да почака (1978)
- Жени на ръба на нервна криза (1988) на Педро Алмодовар
- Генерално пълномощно (1994) на братя Коен
- Луда надпревара (2001)
- Непоносима жестокост (2003) на братя Коен